# Olocausto in Russia

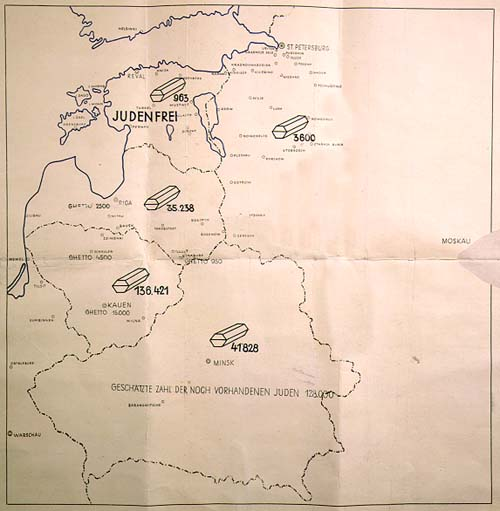
Gennaio 1942, mappa tedesca intitolata "Esecuzioni ebraiche effettuate dalle Einsatzgruppe A". Il numero di ebrei assassinati in Russia è indicato come 3600, la mappa riporta:"il numero stimato di ebrei ancora a portata di mano è 128.000".

L'Olocausto in Russia fece parte del più ampio piano organizzato dalla Germania nazista ed ebbe luogo durante l'occupazione della Russia.

## Alla vigilia dell'Olocausto
L'Unione Sovietica garantì ufficialmente "l'uguaglianza di tutti i cittadini indipendentemente dallo stato, sesso, razza, religione e nazionalità". Gli anni precedenti la tragedia dell'Olocausto furono caratterizzati da rapidi cambiamenti per gli ebrei sovietici: il 40% della popolazione partì per le grandi città dell'Unione Sovietica. La spinta sull'istruzione e il movimento dagli shtetl dalla campagna alle città di nuova industrializzazione permise a molti ebrei sovietici di godere del progresso sotto Joseph Stalin così da diventare uno dei gruppi di popolazione più istruiti al mondo. Grazie all'enfasi stalinista sulla popolazione urbana, la migrazione nel periodo tra le due guerre salvò inavvertitamente innumerevoli ebrei sovietici.

## Seconda guerra mondiale
Il 22 giugno 1941, Adolf Hitler ruppe bruscamente il patto di non aggressione e invase l'Unione Sovietica. I territori sovietici occupati all'inizio del 1942, compresi la Bielorussia, Estonia, Lettonia, Lituania, Moldova, Ucraina e la maggior parte del territorio russo a ovest della linea Leningrado-Mosca-Rostov, ospitavano circa quattro milioni di ebrei, comprese le centinaia di migliaia che erano fuggiti dalla Polonia nel 1939. Nonostante il caos della ritirata sovietica, furono compiuti alcuni sforzi per evacuare gli ebrei, impiegati nelle industrie militari o membri delle famiglie dei militari stessi.
Dei 4 milioni presenti, circa un milione riuscì a fuggire a est. L'Olocausto delle pallottole fu compito dalle squadre delle SS chiamate Einsatzgruppen, sotto il comando generale di Reinhard Heydrich. Queste furono utilizzate su scala limitata in Polonia nel 1939, ma in seguito furono organizzate su scala molto più ampia. La maggior parte delle loro vittime furono i civili ebrei indifesi (nessun membro delle Einsatzgruppen fu ucciso durante queste operazioni). Usarono le loro abilità per diventare assassini efficienti, secondo Michael Berenbaum. Entro la fine del 1941, invece, le Einsatzgruppen uccisero solo il 15 per cento degli ebrei nei territori sovietici occupati, e fu evidente che questi metodi non potevano essere usati per uccidere tutti gli ebrei presenti in Europa. 
Anche prima dell'invasione dell'Unione Sovietica, furono condotti alcuni esperimenti per l'uccisione di ebrei nei gaswagen usando i gas di scarico, e quando questo metodo si rivelò troppo lento, furono provati gas più letali. Anche le unità della Wehrmacht parteciparono a molti aspetti dell'Olocausto in Russia.
Il genocidio nazista degli ebrei portato avanti dalle Einsatzgruppen tedesche e dalla Wehrmacht, insieme ai collaborazionisti locali, portò all'annientamento quasi completo della popolazione ebraica sull'intero territorio temporaneamente occupato dalla Germania e dalle truppe dell'Asse. Durante la seconda guerra mondiale, Léon Poliakov fondò il Centro di documentazione ebraica contemporanea (1943) e dopo la guerra assistette Edgar Faure al processo di Norimberga.

## Dopo la seconda guerra mondiale

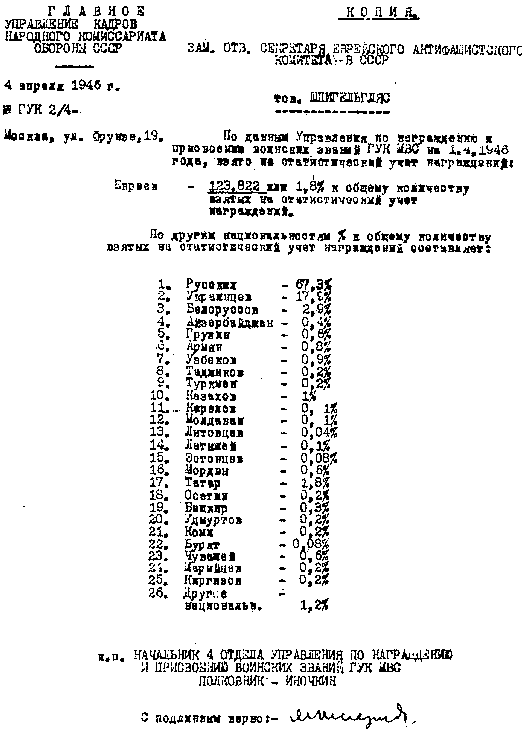
La risposta ufficiale all'inchiesta del 1946 del Comitato Ebraico Antifascista sulle decorazioni militari degli ebrei durante la guerra (1,8% del totale). Alcuni antisemiti accusarono gli ebrei di mancanza di patriottismo e di nascondersi dal servizio militare

Dopo la guerra, l'Unione Sovietica soppresse e minimizzò l'impatto dei crimini nazisti sui cittadini ebrei. Seguì una campagna antisemita contro i "cosmopoliti senza radici", e cioè contro i "sionisti". Il 12 agosto 1952, nell'evento noto come la Notte dei poeti assassinati, tredici importanti scrittori, poeti, attori e altri intellettuali yiddish furono giustiziati per ordine di Stalin, tra cui Peretz Markish, Lev Moiseevič Kvitko, David Hofstein, Itzik Feffer e David Bergelson.